# 沙坪公园

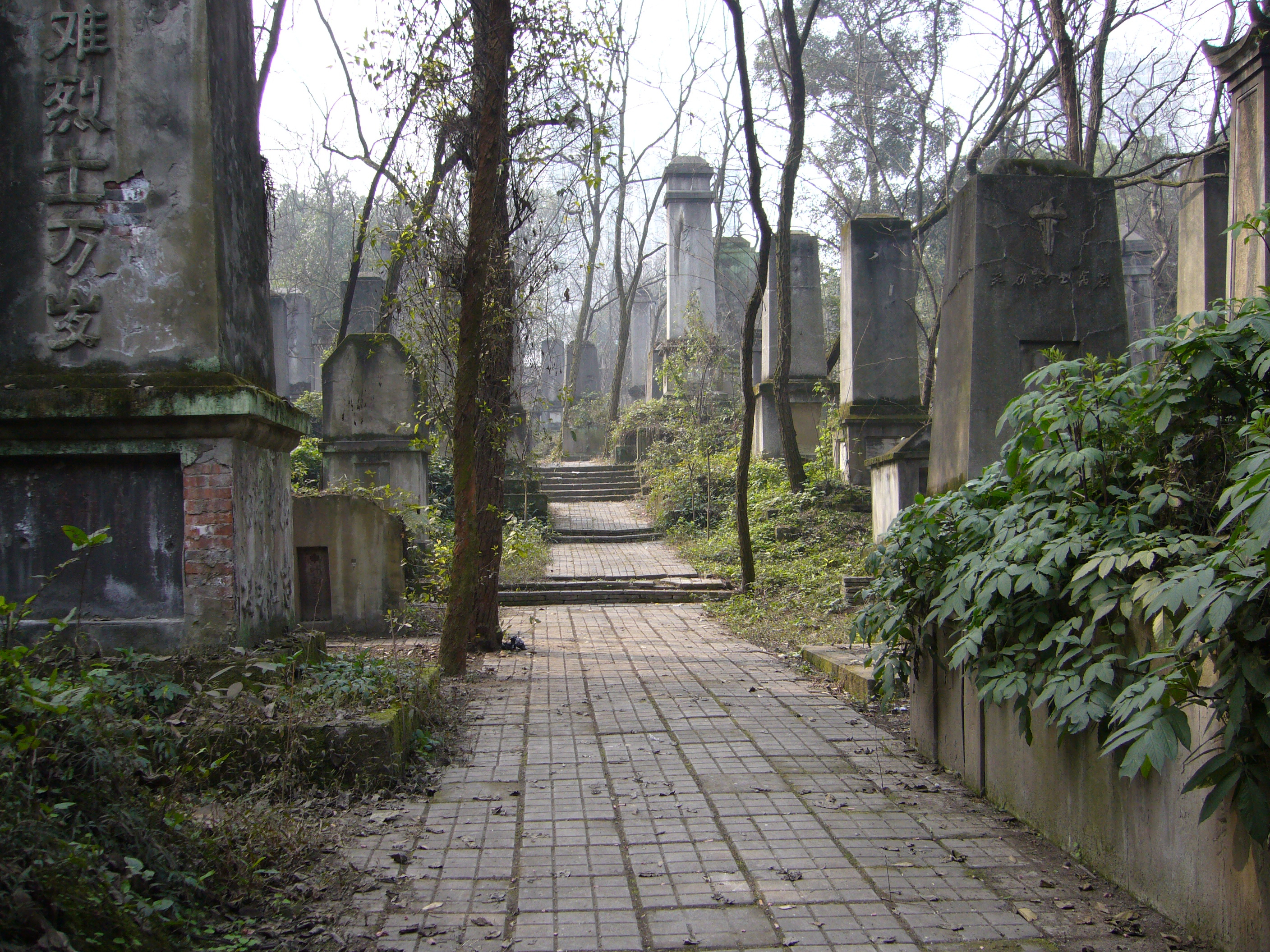
公园内的重庆文革墓群

沙坪公园是一个位于重庆沙坪坝区的公园。

## 历史
前身是杨若愚的私家花园，取名“愚庐”，1949年后收归当地政府，1957年4月13日扩建为公园重新开放，位于沙坪坝区石碾盘，紧邻三峡广场，占地258亩。1991年与香港远田有限公司合作，在园内建设49处世界微缩景观，如大本钟、埃菲尔铁塔、巴黎圣母院、凯旋门、白宫、美国总统山、自由女神像、鸟居、悉尼歌剧院、万里长城、金字塔、比萨斜塔等，并更名为世界微缩景观公园，后改为重庆世界风光公园，1995年又改回沙坪公园，2006年正式免费开放，2010年公园拆除原有的微缩景观和游乐设施。
公园内现有重庆文革墓群、碧湖、憩园健身广场、盆景园等建筑物。